# La Escondida, Zacatecas
La Escondida är en ort i Mexiko.   Den ligger i kommunen Pinos och delstaten Zacatecas, i den centrala delen av landet, 400 km nordväst om huvudstaden Mexico City. La Escondida ligger 2 207 meter över havet och antalet invånare är 176.
Terrängen runt La Escondida är kuperad söderut, men norrut är den platt. Runt La Escondida är det ganska glesbefolkat, med 21 invånare per kvadratkilometer. Närmaste större samhälle är Pinos, 16,0 km sydväst om La Escondida. Omgivningarna runt La Escondida är i huvudsak ett öppet busklandskap.